# انعطاف‌پذیری (روان‌شناسی)
انعطاف‌پذیری، یا مجموعه ای از تغییرات ، یک کارکرد اجرایی است که شامل توانایی انتقال ناخودآگاه توجه بین یک کار و وظیفه دیگر است. در مقابل، جابجایی شناختی یک کارکرد اجرایی بسیار مشابه است، اما شامل تغییر آگاهانه (نه ناخودآگاه) در توجه است. این دو عملکرد با هم زیرمجموعه مفهوم انعطاف پذیری شناختی جامع تری هستند.
انعطاف‌پذیری به فرد امکان می‌دهد تا به سرعت و کارآمدتر با شرایط مختلف سازگار شود.